# Klan Chattan
Klan Chattan (gael. Clann Gillacatan) – wielki klan szkocki, właściwie konfederacja kilku klanów.
Pochodzenie nazwy nie jest wyjaśnione do końca: może pochodzić od celtyckiego plemienia Catti, od miejscowości w hrabstwie Sutherland – Cataw, bądź od imienia Gillchattan Mor, baliwa of Ardchattan, następcy św. Cattana.
Początki konfederacji też nie są jasne, prawdopodobnie przed XIII wiekiem powstał klan Chattan, jako związek kilku mniejszych klanów, na północy hrabstwa Moray. W 1291 r. Angus, 9. wódz Mackintoshów ożenił się z ostatnią spadkobierczynią wodzów klanu Chattan i przybrał tytuł kapitana klanu Chattan. Odtąd przywództwo klanu pozostaje w rodzie Mackintosh, choć pretendowali do niego też wodzowie Macphersonów. W czasie wojen klanowych w XV - XVII w. klan Chattan był w stałym konflikcie z klanem Cameronów. Do konfederacji należą klany związane więzami krwi lub wspólnymi interesami obronnymi. Klan Chattan tradycyjnie wspierał dynastię Stuartów i brał udział w powstaniach po stronie jakobitów. Po klęsce pod Culloden klan stracił na wpływach i znaczeniu.
Założony w 1747 r. Związek Klanu Chattan miał na celu aktywowanie zainteresowania historią klanu i przywrócenie jego świetności, działał jednak krótko. Kolejne związki klanu rejestrowano w 1893 i 1933 roku. Ta ostatnia organizacja funkcjonuje do dziś.

## Wodzowie Klanu Chattan
W 1942 r. Lord Lyon, naczelny herold Szkocji oddzielił tytuł wodza klanu Mackintosh od tytułu wodza klanu Chattan. Od tej pory godność naczelników klanu Chattan piastują członkowie bocznej linii Mackintoshów – MacKintosh of 
Tordarroch. 
Obecnym kapitanem klanu jest Malcolm K MacKintosh of Clan Chattan, rezydujący w Zimbabwe.

## Rada wodzów klanów konfederacji Klanu Chattan
Na czele klanu stoi prócz naczelnika, noszącego tytuł kapitana klanu, rada wodzów.
- John Mackintosh of Mackintosh (President)
- Captain A.A.C. Farquharson of Invercauld
- Honourable Sir W. McPherson of Cluny
- John Shaw of Tordarroch
- James McBain of McBain
- Alister Davidson of Davidston
- Andrew McThomas of Finegand
- The Very Reverend Allan MacLean of Dochgarroch

## Klany konfederacji
- Klan MacKintosh
- the Shaws
- Klan Davidson
- Klan MacBain (MacBean)
- Klan MacPhail
- Klan MacQueen
- Klan MacThomas
- Klan Macpherson
- Klan Farquharson
- Klan MacGillivray
- Klan MacIntyre of Badenoch
- Klan MacLean of Dochgarroch[1]
- Klan Anderson
- Klan McElhatton

## Tartan i godło
- Choć istnieje wzór tartanu klanu Chattan, to zwyczajowo członkowie skonfederowanych klanów posługują się swoimi własnymi tartanami.
- Godłem klanu jest kot barwy naturalnej, buro-pręgowany, atakujący przednimi łapami. Godło to jest często także używane jako indywidualne godło poszczególnych klanów związku.
- Godłem roślinnym jest  borówka brusznica, czerwona borówka (łac. -vaccinium vitis-idaea)
- Zawołanie klanu: Touch not the catt bot a glove (ang. - nie dotykaj kota bez rękawiczki)

### Literatura
Thomas Innes of Learney: The Tartans of The Clans and Families of Scotlan, W. & A.K. Johnston Limited, Edinburgh & London, 1938.